# Schendyla mediterranea
Schendyla mediterranea är en mångfotingart som beskrevs av Filippo Silvestri 1898. Schendyla mediterranea ingår i släktet Schendyla och familjen småjordkrypare.
Artens utbredningsområde är:
- Frankrike.
- Monaco.
- Grekland.
- Rumänien.
- Spanien.

Inga underarter finns listade i Catalogue of Life.